# Puccinia obliqua
Puccinia obliqua är en svampart som beskrevs av Berk. & M.A. Curtis 1868. Puccinia obliqua ingår i släktet Puccinia och familjen Pucciniaceae.   Inga underarter finns listade i Catalogue of Life.